# Canton de Dijon-5
Le canton de Dijon-5 est une circonscription électorale française située dans le département de la Côte-d'Or et la région Bourgogne-Franche-Comté.
À la suite du redécoupage cantonal de 2014, les limites territoriales du canton sont remaniées.

## Histoire
Un nouveau découpage territorialde la Côte-d'Or entre en vigueur à l'occasion des élections départementales de mars 2015, défini par le décret du 18 février 2014, en application des lois du 17 mai 2013 (loi organique 2013-402 et loi 2013-403). Les conseillers départementaux sont, à compter de ces élections, élus au scrutin majoritaire binominal mixte. Les électeurs de chaque canton élisent au Conseil départemental, nouvelle appellation du Conseil général, deux membres de sexe différent, qui se présentent en binôme de candidats. Les conseillers départementaux sont élus pour 6 ans au scrutin binominal majoritaire à deux tours, l'accès au second tour nécessitant 10 % des inscrits au 1er tour. En outre la totalité des conseillers départementaux est renouvelée. Ce nouveau mode de scrutin nécessite un redécoupage des cantons dont le nombre est divisé par deux avec arrondi à l'unité impaire supérieure si ce nombre n'est pas entier impair, assorti de conditions de seuils minimaux. Dans la Côte-d'Or, le nombre de cantons passe ainsi de 43 à 23. Le nombre de communes du canton de Dijon-5 passe de 8 à une fraction de la commune de Dijon.

## Géographie
Ce canton était organisé autour de Dijon dans l'arrondissement de Dijon. Son altitude variait de 220 m (Dijon) à 602 m (Pasques) pour une altitude moyenne de 362 m.

## Représentation

### Représentation avant 2015
| Période | Période          | Identité               | Étiquette    | Qualité |
| ------- | ---------------- | ---------------------- | ------------ | --- |
| 1973    | 1979             | Pierre Barbier         | UDR puis RPR | Professeur Adjoint au maire de Dijon (1971-2001), député suppléant de Robert Poujade (1978-1981)               |
| 1979    | 1985             | Philippe Peretti       | PS           | Professeur |
| 1985    | 1998             | Pierre Barbier         | RPR          | Adjoint au maire de Dijon (1971-2001) Suppléant du député Robert Poujade (1978-1981)                           |
| 1998    | 2008 (démission) | François Rebsamen      | PS           | Administrateur territorial Maire de Dijon (2001-2014) et (depuis 2015), Sénateur de la Côte-d'Or (2008-2014)   |
| 2008    | 2012 (démission) | Laurent Grandguillaume | PS           | Conseiller en formation Adjoint au maire de Dijon Député de la 1re circonscription de la Côte-d'Or (2012-2017) |
| 2012    | 2015             | Céline Maglica         | PS           | Professeur Elue en 2015 dans le Canton de Dijon-6 Députée-suppléante (2012-2017)                               |

Après les élections législatives du 17 juin 2012, Laurent Grandguillaume a été élu député de la 1re circonscription de la Côte-d'Or. Il quitte alors ses fonctions de conseiller général et c'est sa suppléante Céline Maglica qui le remplace.

### Représentation depuis 2015
| Période élective | Période élective | Mandat | Mandat   | Identité               | Nuance | Nuance | Qualité |
| ---------------- | ---------------- | ------ | -------- | ---------------------- | ------ | ------ | --- |
| 2015             | 2021             | 2015   | 2021     | Christophe Avena       |        | PS     | Médecin urgentiste à Dijon, adjoint au maire de Dijon depuis 2020                                                                                                |
| 2015             | 2021             | 2015   | 2021     | Colette Popard         |        | PS     | 2e adjointe au maire de Dijon (2001-2020) Ancienne conseillère générale du Canton de Dijon-3 Présidente du groupe des Forces de progrès au conseil départemental |
| 2021             | 2028             | 2021   | en cours | Christophe Avena       |        | PS     | Médecin urgentiste, adjoint au maire de Dijon |
| 2021             | 2028             | 2021   | en cours | Marie-Thérèse Pugliese |        | DVG    | Référente régionale mutualiste |

### Résultats détaillés

#### Élections de mars 2015
À l'issue du 1er tour des élections départementales de 2015, deux binômes sont en ballottage : Christophe Avena et Colette Popard (Union de la Gauche, 38,32 %) et Franck Ayache et Amélia Novo (Union de la Droite, 24,37 %). Le taux de participation est de 53,54 % (7 248 votants sur 13 537 inscrits) contre 53,86 % au niveau départemental et 50,17 % au niveau national.
Au second tour, Christophe Avena et Colette Popard (Union de la Gauche) sont élus avec 53,76 % des suffrages exprimés et un taux de participation de 50,08 % (3 321 voix pour 6 779 votants et 13 537 inscrits).

#### Élections de juin 2021
Le premier tour des élections départementales de 2021 est marqué par un très faible taux de participation (33,26 % au niveau national). Dans le canton de Dijon-5, ce taux de participation est de 32,6 % (4 560 votants sur 13 989 inscrits) contre 36,24 % au niveau départemental. À l'issue de ce premier tour, deux binômes sont en ballottage : Christophe Avena et Marie-Thérèse Pugliese (PS, 30,59 %) et Bruno David et Caroline Jacquemard (DVD, 17,8 %).
Le second tour des élections est marqué une nouvelle fois par une abstention massive équivalente au premier tour. Les taux de participation sont de 34,3 % au niveau national, 37,05 % dans le département et 34,17 % dans le canton de Dijon-5. Christophe Avena et Marie-Thérèse Pugliese (PS) sont élus avec 58,35 % des suffrages exprimés (2 617 voix pour 4 781 votants et 13 992 inscrits),,. 

## Composition

### Composition avant 2015
Le canton de Dijon-5 regroupait sept communes entières et une fraction de Dijon.
| Nom                 | Code Insee | Codepostal | Superficie (km2) | Population (dernière pop. légale) | Densité (hab./km2) |
| ------------------- | ---------- | ---------- | ---------------- | --------------------------------- | ------------------ |
| Corcelles-les-Monts | 21192      | 21160      | 14,33            | 654 (2012)                        | 46                 |
| Flavignerot         | 21270      | 21160      | 6,29             | 160 (2012)                        | 25                 |
| Fleurey-sur-Ouche   | 21273      | 21410      | 29,76            | 1 192 (2012)                      | 40                 |
| Lantenay            | 21339      | 21370      | 17,13            | 502 (2012)                        | 29                 |
| Pasques             | 21478      | 21370      | 20,41            | 300 (2012)                        | 15                 |
| Prenois             | 21508      | 21370      | 19,16            | 399 (2012)                        | 21                 |
| Velars-sur-Ouche    | 21661      | 21370      | 12,13            | 1 734 (2012)                      | 143                |

Les communes du canton étaient réparties dans les structures d'intercommunalité suivantes :
- Dijon Métropole
- Vallée de l'Ouche
- Forêts, Lavières et Suzon

Depuis l'adhésion de Corcelles-les-Monts et de Flavignerot à la communauté d'agglomération du Grand Dijon, toutes les communes du canton sont membres d'une intercommunalité.

### Composition depuis 2015
| Nom                           | Code Insee | Intercommunalité | Superficie (km2) | Population (dernière pop. légale)                 | Densité (hab./km2) | Modifier                                    |
| ----------------------------- | ---------- | ---------------- | ---------------- | ------------------------------------------------- | ------------------ | ------------------------------------------- |
| Dijon (bureau centralisateur) | 21231      | Dijon Métropole  | 40,41            | Fraction : 26 467 (2022) Commune : 159 941 (2022) | 3 958              | modifier les données · modifier les données |
| Canton de Dijon-5             | 2112       |                  |                  | 26 467 (2022)                                     |                    | modifier les données                        |

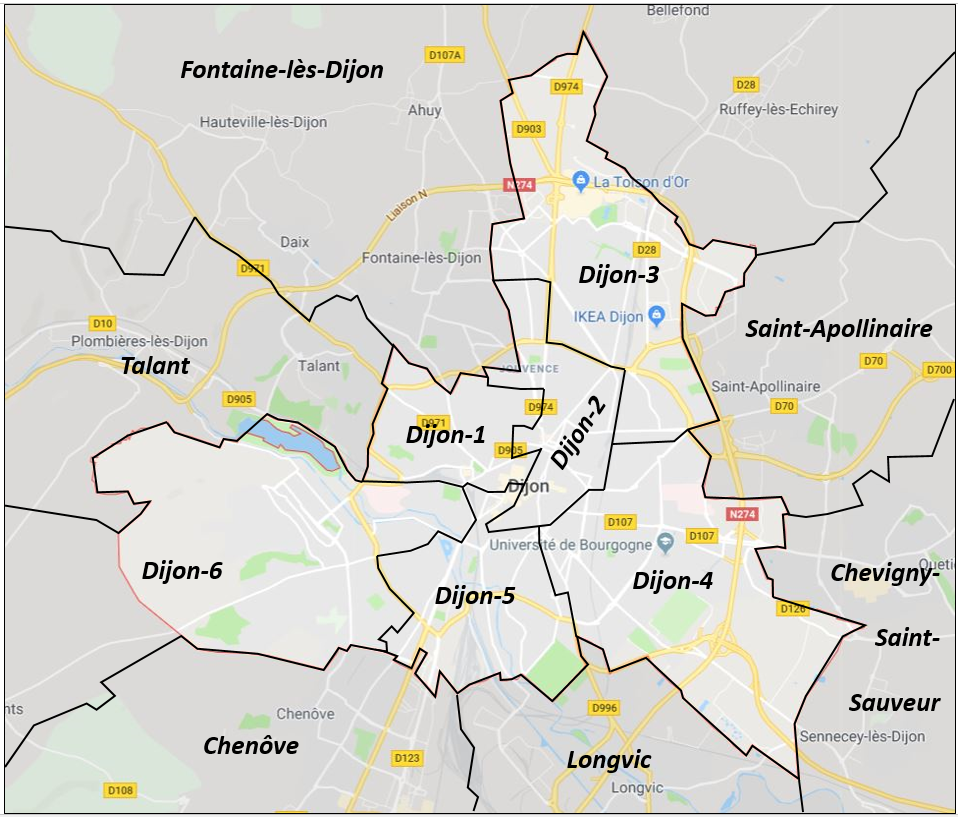
Découpage cantonal à Dijon depuis 2015.

Le nouveau canton de Dijon-5 comprend la partie de la commune de Dijon située au sud d'une ligne définie par l'axe des voies et limites suivantes : depuis la limite territoriale de la commune de Longvic, rue de Longvic, rue Théophile-Foisset, rond-point Edmond-Michelet, cours du Général-de-Gaulle, place du Président-Wilson, rue Claude-Basire, boulevard Carnot, rue de la Synagogue, rue de Tivoli, rue de la Manutention, rue de Berbisey, rue du Bourg, rue Stéphen-Liégeard, rue des Forges, rue de la Liberté, rue Bossuet, rue Michelet, rue de la Prévôté, rempart de la Miséricorde, rue Mariotte, boulevard Sévigné, rue de l'Arquebuse, rue de l'Hôpital, cours de la Rivière-de-l'Ouche, avenue de l'Ouche, avenue Gustave-Eiffel, boulevard des Bourroches, rue En-Saint-Jacques, rue de Tremolois, rue du Vice-Amiral-Violette, rue Charles-Oursel, rue Georges-Serraz, jusqu'à la limite territoriale de la commune de Chenôve.
Il comprend une partie du quartier de Chevreul-Parc, une partie de celui du Port du Canal et la partie Sud du centre-ville.

## Démographie

### Démographie avant 2015
| 1975 | 1982 | 1990   | 1999   | 2006   | 2011   | 2012   |
| ---- | ---- | ------ | ------ | ------ | ------ | ------ |
| -    | -    | 30 028 | 28 960 | 28 512 | 27 334 | 27 380 |

### Démographie depuis 2015
En 2022, le canton comptait 26 467 habitants, en évolution de +7,35 % par rapport à 2016 (Côte-d'Or : +0,82 %, France hors Mayotte : +2,11 %).
| 2013   | 2018   | 2022   |
| ------ | ------ | ------ |
| 24 347 | 26 063 | 26 467 |